# Schach-Weltpokal der Frauen 2021
Der Schach-Weltpokal 2021 (offiziell: FIDE Woman´s World Cup 2021) war ein vom Schach-Weltverband FIDE organisierter Wettbewerb der weltbesten Schachspielerinnen, der Teil der Qualifikation zur Schachweltmeisterschaft ist. Es war der erste Schach-Weltpokal den die FIDE exklusiv für Frauen ausrichtet und er fand parallel zum offenen Schach-Weltpokal statt. Die besten drei Teilnehmerinnen qualifizierten sich für das nächste Kandidatenturnier. Die Gewinnerin war Alexandra Kostenjuk.
Das Turnier fand vom 12. Juli bis 3. August 2021 in Sotschi statt.
An dem Turnier, das im K.-o.-System ausgetragen wurde, nahmen 103 qualifizierte Spielerinnen teil.
Aus Deutschland konnten sich Elisabeth Pähtz und Jana Schneider qualifizieren.

## Austragungsmodus
Es wurden sieben Runden im K.-o.-Modus gespielt. Die Top 25 der gesetzten Spielerinnen stiegen erst ab der zweiten Runde ein, die erste Runde brauchten sie noch nicht zu spielen. Außerdem gab es ein Spiel um Platz 3. 
1. Runde: 78 Spielerinnen
2. Runde: 64 Spielerinnen (39 Gewinnerinnen der ersten Runde und 25 top gesetzte Spielerinnen)
3. Runde: 32 Spielerinnen
4. Runde: 16 Spielerinnen
5. Runde: 8 Spielerinnen
6. Runde: 4 Spielerinnen
7. Runde: Spiel um Platz 3 und Finale jeweils 2 Spieler.

Jede Runde bestand aus zwei klassischen Partien (Normalschach), die bei Bedarf durch einen Tiebreak verlängert werden. Die genauen Regelungen lauteten wie folgt: 
1. Zwei klassische Partien mit 90 Minuten für die ersten 40 Züge plus 30 Minuten für den Rest der Partie plus 30 Sekunden Inkrement (Gutschrift) pro Zug.
2. Bei Gleichstand zwei Schnellschachpartien mit 25 Minuten Bedenkzeit und 10 Sekunden Inkrement pro Zug.
3. Bei Gleichstand zwei Schnellschachpartien mit 10 Minuten Bedenkzeit und 10 Sekunden Inkrement pro Zug.
4. Bei Gleichstand zwei Blitzschachpartien mit 5 Minuten Bedenkzeit und 3 Sekunden Inkrement pro Zug.
5. Bei Gleichstand findet eine Armageddon-Partie statt. Hierbei ziehen die Spielerinnen Lose. Die Gewinnerin darf die Farbe aussuchen, mit der sie spielen möchte. Weiß bekommt 5 Minuten und Schwarz 4 Minuten Bedenkzeit und jede Spielerin erhält ab dem 61. Zug eine zusätzliche Bedenkzeit von 2 Sekunden pro Zug. Für einen Sieg muss Weiß gewinnen, während Schwarz ein Remis zum Sieg reicht.

## Preisgeld
Für den Frauen Schach-Weltpokal 2021 war ein Preisgeld von 676.250 US-Dollar ausgelobt.
| Runde      | Preisgeld   | Gesamt   |
| ---------- | ----------- | -------- |
| Runde 1    | 39 × $3.750 | $146.250 |
| Runde 2    | 32 × $5.000 | $160.000 |
| Runde 3    | 16 × $6.750 | $108.000 |
| Runde 4    | 8 × $9.500  | $76.000  |
| Runde 5    | 4 × $14.000 | $56.000  |
| 4. Platz   | $20.000     | $20.000  |
| 3. Platz   | $25.000     | $25.000  |
| 2. Platz   | $35.000     | $35.000  |
| Gewinnerin | $50.000     | $50.000  |
| Gesamt     |             | 676.250  |

## Teilnehmerinnen
Es nahmen 103 Spielerinnen teil.
| Qualifikationspfad                                                                     | Teilnehmerinnen |
| -------------------------------------------------------------------------------------- | --- |
| Halbfinalisten der Schachweltmeisterschaft 2018                                        | - Alexandra Kostenjuk - Jekaterina Lagno - Marija Musytschuk |
| Siegerin der Juniorinnen-Weltmeisterschaft 2018                                        | - Alexandra Malzewskaja |
| Siegerin der Juniorinnen-Weltmeisterschaft 2019                                        | - Polina Schuwalowa |
| Kontinentalwettbewerbe - 03 aus Afrika - 08 aus Amerika - 12 aus Asien - 28 aus Europa | - Tatev Abrahamyan - Ekaterina Atalık - Medina Warda Aulia - Dina Belenkaya - Kulkarni Bhakti - Anastassija Bodnaruk - Marina Brunello - Deysi Cori - Pia Cramling - Switlana Demschenko - Nana Dsagnidse - Lela Dschawachischwili - Ülviyyə Fətəliyeva - Inna Haponenko - Alexandra Gorjatschkina - Pauline Guichard - Walentina Gunina - Alina Kaschlinskaja - Sarasadat Khademalsharieh - Klaudia Kulon - Sabrina Latreche - Maili-Jade Ouellet - Türkan Məmmədyarova - Günay Məmmədzada - Yerisbel Miranda - Ayah Moaataz - Anahi Ortiz Verdezoto - Julija Osmak - Elisabeth Pähtz - Anastassija Paramsina - Padmini Rout - Julija Ryschanowa - Dinara Säduaqassowa - Nurgjul Salimowa - Marie Sebag - Sultana Sharmin Shirin - Monika Soćko - Antoaneta Stefanowa - Karina Szczepkowska - Stavroula Tsolakidou - Laura Unuk - Anna Uschenina - Gabriela Vargas - Shrook Wafa - Nilufar Yoqubboyeva - Jennifer Yu - Jolanta Zawadzka |
| Höchste durchschnittliche Wertung in den letzten 12 FIDE-Weltranglisten                | - Schansaja Äbdimälik - D. Harika - Olga Girja - Anna Musytschuk - Natalja Pogonina - Tan Zhongyi |
| Nominierungen durch nationale Verbände                                                 | - Julia Alboredo - Ingrid Y. Aliaga Fernández - Mobina Alinasab - Bibissara Assaubajewa - Puteri Munajjah Az-Zahraa Azhar - Nino Baziaschwili - Natalija Buksa - Irina Bulmaga - Melissa Castrillón Gómez - Zenia Corrales Jiménez - Elina Danieljan - Penelope Drastik - Janelle Mae Frayna - Leja Garifullina - Javiera Belén Gómez Barrera - Hoàng Thanh Trang - Teodora Injac - Carolina Lujan - Joanna Majdan - Gülnar Məmmədova - Ann Matnadze Bujiashvili - Törmönchiin Mönchdsul - Umida Omonova - Lisandra Teresa Ordaz Valdés - Jemal Öwezdurdiýewa - Wiktorija Radewa - Jana Schneider - Almira Scripcenco - Irine Kharisma Sukandar - R. Vaishali - Tilsia Carolina Varela La Madrid - Shahenda Wafa - Betül Cemre Yıldız Kadıoğlu - Carissa Yip - Zhaoqin Peng - Zhou Qiyu |
| Nominierungen durch den FIDE-Präsidenten                                               | - Wolha Badelka - Bela Chotenaschwili - Jesse Nikki February - Alissa Galljamowa - Amina Mezioud - Batchujagiin Möngöntuul - Mai Narva - Gulruhbegim Toxirjonova |
| Nominierung durch den Organisator                                                      | - Anna Afonasjewa |

## Ergebnisse
Die Ergebnisse ab dem Achtelfinale:

|  | Achtelfinale | Achtelfinale              | Achtelfinale        |                     |                         | Viertelfinale    | Viertelfinale    | Viertelfinale    |    |  | Halbfinale | Halbfinale | Halbfinale |  |  | Finale | Finale | Finale |
|  |              |                           |                     |                     |                         |                  |                  |                  |    |  |            |            |            |  |  |        |        |        |
|  | 1            | Alexandra Gorjatschkina   | 3                   |                     |                         |                  |                  |                  |    |  |            |            |            |  |  |        |        |        |
|  | 16           | Antoaneta Stefanowa       | 1                   |                     |                         |                  |                  |                  |    |  |            |            |            |  |  |        |        |        |
|  | 16           | Antoaneta Stefanowa       | 1                   | 1                   | Alexandra Gorjatschkina | 1½               |                  |                  |    |  |            |            |            |  |  |        |        |        |
|  |              |                           |                     | 1                   | Alexandra Gorjatschkina | 1½               |                  |                  |    |  |            |            |            |  |  |        |        |        |
|  |              |                           | 8                   | Dinara Säduaqassowa | ½                       |                  |                  |                  |    |  |            |            |            |  |  |        |        |        |
|  | 9            | Alina Kaschlinskaja       | 8                   | Dinara Säduaqassowa | ½                       | 2                |                  |                  |    |  |            |            |            |  |  |        |        |        |
|  | 9            | Alina Kaschlinskaja       |                     |                     |                         | 2                |                  |                  |    |  |            |            |            |  |  |        |        |        |
|  | 8            | Dinara Säduaqassowa       | 4                   |                     |                         |                  |                  |                  |    |  |            |            |            |  |  |        |        |        |
|  | 8            | Dinara Säduaqassowa       | 4                   | 1                   | Alexandra Gorjatschkina | 1½               |                  |                  |    |  |            |            |            |  |  |        |        |        |
|  |              |                           |                     | 1                   | Alexandra Gorjatschkina | 1½               |                  |                  |    |  |            |            |            |  |  |        |        |        |
|  |              | 4                         | Anna Musytschuk     | ½                   |                         |                  |                  |                  |    |  |            |            |            |  |  |        |        |        |
|  | 5            | 4                         | Anna Musytschuk     | ½                   | Nana Dsagnidse          | 3½               |                  |                  |    |  |            |            |            |  |  |        |        |        |
|  | 5            |                           |                     |                     | Nana Dsagnidse          | 3½               |                  |                  |    |  |            |            |            |  |  |        |        |        |
|  | 12           | Polina Schuwalowa         | 2½                  |                     |                         |                  |                  |                  |    |  |            |            |            |  |  |        |        |        |
|  | 12           | Polina Schuwalowa         | 2½                  | 5                   | Nana Dsagnidse          | 1                |                  |                  |    |  |            |            |            |  |  |        |        |        |
|  |              |                           |                     | 5                   | Nana Dsagnidse          | 1                |                  |                  |    |  |            |            |            |  |  |        |        |        |
|  |              |                           | 4                   | Anna Musytschuk     | 3                       |                  |                  |                  |    |  |            |            |            |  |  |        |        |        |
|  | 20           | Elisabeth Pähtz           | 4                   | Anna Musytschuk     | 3                       | ½                |                  |                  |    |  |            |            |            |  |  |        |        |        |
|  | 20           | Elisabeth Pähtz           |                     |                     |                         |                  |                  |                  |    |  |            |            |            |  |  |        |        |        |
|  | 4            | Anna Musytschuk           | 1½                  |                     |                         |                  |                  |                  |    |  |            |            |            |  |  |        |        |        |
|  | 4            | Anna Musytschuk           | 1½                  | 1                   | Alexandra Gorjatschkina | ½                |                  |                  |    |  |            |            |            |  |  |        |        |        |
|  |              |                           |                     |                     |                         |                  |                  |                  |    |  |            |            |            |  |  |        |        |        |
|  |              | 14                        | Alexandra Kostenjuk | 1½                  |                         |                  |                  |                  |    |  |            |            |            |  |  |        |        |        |
|  | 3            | 14                        | Alexandra Kostenjuk | 1½                  | Marija Musytschuk       | ½                |                  |                  |    |  |            |            |            |  |  |        |        |        |
|  | 3            |                           |                     |                     | Marija Musytschuk       | ½                |                  |                  |    |  |            |            |            |  |  |        |        |        |
|  | 14           | Alexandra Kostenjuk       | 1½                  |                     |                         |                  |                  |                  |    |  |            |            |            |  |  |        |        |        |
|  | 14           | Alexandra Kostenjuk       | 1½                  | 14                  | Alexandra Kostenjuk     | 2                |                  |                  |    |  |            |            |            |  |  |        |        |        |
|  |              |                           |                     | 14                  | Alexandra Kostenjuk     | 2                |                  |                  |    |  |            |            |            |  |  |        |        |        |
|  |              |                           | 27                  | Walentina Gunina    | 0                       |                  |                  |                  |    |  |            |            |            |  |  |        |        |        |
|  | 11           | Nino Baziaschwili         | 27                  | Walentina Gunina    | 0                       | ½                |                  |                  |    |  |            |            |            |  |  |        |        |        |
|  | 11           | Nino Baziaschwili         |                     |                     |                         | ½                |                  |                  |    |  |            |            |            |  |  |        |        |        |
|  | 27           | Walentina Gunina          | 1½                  |                     |                         |                  |                  |                  |    |  |            |            |            |  |  |        |        |        |
|  | 27           | Walentina Gunina          | 1½                  | 14                  | Alexandra Kostenjuk     | 1½               |                  |                  |    |  |            |            |            |  |  |        |        |        |
|  |              |                           |                     | 14                  | Alexandra Kostenjuk     | 1½               |                  |                  |    |  |            |            |            |  |  |        |        |        |
|  |              | 7                         | Tan Zhongyi         | ½                   |                         |                  |                  |                  |    |  |            |            |            |  |  |        |        |        |
|  | 7            | 7                         | Tan Zhongyi         | ½                   | Tan Zhongyi             | 1½               |                  |                  |    |  |            |            |            |  |  |        |        |        |
|  | 7            |                           |                     |                     |                         |                  |                  |                  |    |  |            |            |            |  |  |        |        |        |
|  | 10           | Sarasadat Khademalsharieh | ½                   |                     |                         | Spiel um Platz 3 | Spiel um Platz 3 | Spiel um Platz 3 |    |  |            |            |            |  |  |        |        |        |
|  | 10           | Sarasadat Khademalsharieh | ½                   | 7                   | Tan Zhongyi             | Spiel um Platz 3 | Spiel um Platz 3 | Spiel um Platz 3 | 1½ |  |            |            |            |  |  |        |        |        |
|  |              |                           |                     | 7                   | Tan Zhongyi             | 4                | Anna Musytschuk  | 1½               | 1½ |  |            |            |            |  |  |        |        |        |
|  |              |                           | 2                   | Jekaterina Lagno    | ½                       | 4                | Anna Musytschuk  | 1½               |    |  |            |            |            |  |  |        |        |        |
|  | 50           | Bibissara Assaubajewa     | 2                   | Jekaterina Lagno    | ½                       | 1½               | 7                | Tan Zhongyi      | 2½ |  |            |            |            |  |  |        |        |        |
|  | 50           | Bibissara Assaubajewa     |                     |                     |                         |                  |                  | Tan Zhongyi      | 2½ |  |            |            |            |  |  |        |        |        |
|  | 2            | Jekaterina Lagno          | 2½                  |                     |                         |                  |                  |                  |    |  |            |            |            |  |  |        |        |        |